# Дискография Status Quo
Дискография британской рок-группы Status Quo.

## Альбомы

### Студийные альбомы
| Год  | Название                                                             | Позиция в чарте | Позиция в чарте | Позиция в чарте | Позиция в чарте | Позиция в чарте | Позиция в чарте | Позиция в чарте | Позиция в чарте | Позиция в чарте | Позиция в чарте | Награды      |
| Год  | Название                                                             | UK              | AUT             | CHE             | GER             | NLD             | NOR             | SWE             | FRA             | AUS             | NZ              | Награды      |
| ---- | -------------------------------------------------------------------- | --------------- | --------------- | --------------- | --------------- | --------------- | --------------- | --------------- | --------------- | --------------- | --------------- | ------------ |
| 1968 | Picturesque Matchstickable Messages from the Status Quo - Формат: LP | —               | —               | —               | 8               | —               | —               | —               | —               | —               | —               |              |
| 1969 | Spare Parts - Формат: LP                                             | —               | —               | —               | —               | —               | —               | —               | —               | —               | —               |              |
| 1970 | Ma Kelly's Greasy Spoon - Формат: LP                                 | —               | —               | —               | —               | —               | —               | —               | —               | —               | —               |              |
| 1971 | Dog of Two Head - Формат: LP                                         | —               | —               | —               | —               | —               | —               | —               | —               | —               | —               |              |
| 1972 | Piledriver - Формат: LP, Stereo 8, Кассета                           | 5               | —               | 12              | 31              | —               | 23              | 10              | —               | 16              | —               |              |
| 1973 | Hello! - Формат: LP, Stereo 8, Кассета                               | 1               | 7               | 6               | 37              | 12              | 6               | 5               | 35              | 25              | 38              | - UK: Gold   |
| 1974 | Quo - Формат: LP, Stereo 8, Кассета                                  | 2               | 10              | 12              | 21              | 14              | 6               | 8               | 20              | 17              | 25              | - UK: Gold   |
| 1975 | On the Level - Формат: LP, Stereo 8, Кассета                         | 1               | 4               | 1               | 11              | 2               | 4               | 3               | 1               | 2               | 12              | - UK: Gold   |
| 1976 | Blue for You - Формат: LP, Stereo 8, Кассета                         | 1               | 3               | 1               | 15              | 1               | 2               | 3               | 4               | 3               | 8               | - UK: Gold   |
| 1977 | Rockin' All Over the World - Формат: LP, Stereo 8, Кассета           | 5               | 24              | 5               | 7               | 10              | 16              | 19              | 8               | 19              | 20              | - UK: Gold   |
| 1978 | If You Can't Stand the Heat - Формат: LP, Stereo 8, Кассета          | 3               | 20              | 8               | 11              | 14              | 18              | 15              | 20              | 18              | 21              | - UK: Gold   |
| 1979 | Whatever You Want - Формат: LP, Кассета                              | 3               | 16              | 5               | 9               | 8               | 21              | 18              | 9               | 12              | 40              | - UK: Gold   |
| 1980 | Just Supposin' - Формат: LP, Кассета                                 | 4               | 6               | 3               | 14              | 9               | 22              | 26              | 10              | 34              | —               | - UK: Gold   |
| 1981 | Never Too Late - Формат: LP, Кассета                                 | 2               | 9               | 5               | 12              | 17              | 12              | 14              | 20              | 44              | —               | - UK: Gold   |
| 1982 | 1+9+8+2 - Лейбл: Vertigo - Формат: LP, Кассета                       | 1               | 16              | 5               | 29              | 5               | 7               | 21              | 27              | —               | —               | - UK: Gold   |
| 1983 | Back to Back - Формат: LP, Кассета                                   | 9               | 25              | 20              | 60              | —               | 18              | 38              | 56              | —               | —               | - UK: Gold   |
| 1986 | In the Army Now - Формат: LP, Кассета, CD                            | 7               | 12              | 1               | 14              | 45              | 6               | 12              | 16              | —               | —               | - UK: Gold   |
| 1988 | Ain't Complaining - Формат: LP, Кассета, CD                          | 12              | 11              | 5               | 33              | 54              | 13              | 19              | 67              | —               | 15              | - UK: Gold   |
| 1989 | Perfect Remedy - Формат: LP, Кассета, CD                             | 49              | —               | 26              | —               | —               | —               | 40              | —               | —               | —               | - UK: Silver |
| 1991 | Rock 'Til You Drop - Формат: CD, LP, Кассета                         | 10              | 26              | 18              | —               | —               | 16              | 22              | —               | —               | 39              |              |
| 1994 | Thirsty Work - Формат: CD, Кассета, LP                               | 13              | —               | 10              | 72              | 87              | 20              | 6               | 94              | —               | —               |              |
| 1996 | Don’t Stop - Формат: CD, Кассета                                     | 2               | —               | 28              | 42              | 88              | 12              | 14              | 21              | —               | —               | - UK: Gold   |
| 1999 | Under The Influence - Формат: CD, Кассета                            | 26              | —               | 28              | 56              | 81              | —               | —               | 76              | —               | —               |              |
| 2000 | Famous in the Last Century - Формат: CD, Кассета                     | 19              | —               | 56              | 46              | —               | 2               | 20              | —               | —               | —               |              |
| 2002 | Heavy Traffic - Формат: CD                                           | 15              | —               | 21              | 35              | 75              | —               | 30              | —               | 48              | —               | - UK: Silver |
| 2003 | Riffs - Формат: CD                                                   | 44              | —               | —               | —               | —               | —               | —               | —               | —               | —               |              |
| 2005 | The Party Ain't Over Yet - Формат: CD                                | 18              | —               | 21              | 19              | 65              | —               | 17              | 184             | —               | —               |              |
| 2007 | In Search of the Fourth Chord - Формат: CD, LP                       | 15              | —               | 18              | 22              | 71              | —               | 13              | 142             | —               | —               |              |
| 2011 | Quid Pro Quo - Формат: CD, LP                                        | 10              | 26              | 8               | 13              | 32              | —               | 32              | 157             | —               | —               | - UK: Silver |
| 2013 | Bula Quo! - Формат: CD, LP                                           | 10              | 27              | 13              | 17              | 41              | —               | 27              | 121             | —               | —               |              |
| 2014 | Aquostic: Stripped Bare - Формат: CD, LP                             | 5               | 33              | 4               | 15              | 26              | —               | 43              | 183             | —               | —               | - UK: Gold   |
| 2016 | Aquostic II: That's a Fact! - Формат: CD, LP                         | 7               | 37              | 13              | 26              | 50              | —               | —               | —               | —               | —               |              |

### Сборники
| Год  | Название                                                              | Позиция в чарте | Позиция в чарте | Позиция в чарте | Позиция в чарте | Позиция в чарте | Позиция в чарте | Позиция в чарте | Позиция в чарте | Позиция в чарте | Позиция в чарте | Награды           |
| Год  | Название                                                              | UK              | AUT             | CHE             | GER             | NLD             | NOR             | SWE             | FRA             | AUS             | NZ              | Награды           |
| ---- | --------------------------------------------------------------------- | --------------- | --------------- | --------------- | --------------- | --------------- | --------------- | --------------- | --------------- | --------------- | --------------- | ----------------- |
| 1969 | Status Quo-Tations - Лейбл: Marble Arch Records                       | —               | —               | —               | —               | —               | —               | —               | —               | —               | —               |                   |
| 1973 | The Best of Status Quo - Лейбл: Pye Records - Формат: LP              | 10              | —               | —               | —               | —               | —               | —               | —               | —               | —               |                   |
| 1976 | The Rest of Status Quo - Лейбл: Pye Records - Формат: LP              | —               | —               | —               | —               | —               | —               | —               | —               | —               | —               |                   |
| 1980 | 12 Gold Bars - Формат: LP, Кассета                                    | 3               | 10              | 4               | 8               | 12              | 22              | 7               | 14              | 18              | 22              | - UK: Gold        |
| 1982 | From the Makers of... - Формат: 3xLP                                  | 4               | —               | —               | —               | —               | —               | —               | —               | —               | —               | - UK: Gold        |
| 1984 | 12 Gold Bars Vol. 2 - Формат: LP, Кассета                             | 12              | —               | 8               | 53              | —               | —               | —               | —               | —               | —               | - UK: Gold        |
| 1990 | Rocking All Over the Years - Формат: 2xLP, CD, Кассета                | 2               | 14              | 12              | 41              | 9               | 14              | 20              | 9               | 10              | 23              | - UK: 2× Platinum |
| 1997 | Whatever You Want - The Very Best of Status Quo - Формат: CD, Кассета | 13              | —               | 18              | —               | —               | —               | —               | 8               | —               | —               | - UK: Silver      |
| 2001 | Essential Status Quo                                                  | —               | —               | —               | —               | —               | —               | —               | —               | —               | —               |                   |
| 2004 | XS All Areas - The Greatest Hits - Формат: CD                         | 16              | —               | —               | 33              | 16              | —               | 5               | 35              | —               | —               |                   |
| 2008 | Pictures - 40 Years of Hits - Формат: CD                              | 8               | —               | —               | 29              | —               | —               | 2               | 112             | —               | —               | - UK: Gold        |
| 2015 | Accept No Substitute! The Definitive Hits - Формат: 3xCD, 2xLP        | 21              | —               | —               | —               | —               | —               | —               | —               | —               | —               |                   |
| 2016 | Whatever You Want: The Essential Status Quo - Формат: 3xCD            | 90              | —               | —               | —               | —               | —               | —               | —               | —               | —               |                   |
| 2017 | Keep 'Em Coming! The Collection - Формат: 2xCD                        | 70              | —               | —               | —               | —               | —               | —               | —               | —               | —               |                   |

### Концертные альбомы
| Год  | Название                                                                      | Позиция в чарте | Позиция в чарте | Позиция в чарте | Позиция в чарте | Позиция в чарте | Позиция в чарте | Позиция в чарте | Позиция в чарте | Позиция в чарте | Позиция в чарте | Награды    |
| Год  | Название                                                                      | UK              | AUT             | CHE             | GER             | NLD             | NOR             | SWE             | FRA             | AUS             | NZ              | Награды    |
| ---- | ----------------------------------------------------------------------------- | --------------- | --------------- | --------------- | --------------- | --------------- | --------------- | --------------- | --------------- | --------------- | --------------- | ---------- |
| 1977 | Live! - Формат: LP, Кассета                                                   | 3               | 20              | 2               | 3               | 8               | 4               | 9               | 10              | 4               | 5               | - UK: Gold |
| 1984 | Live At The N.E.C. - Формат: LP, Кассета                                      | 83              | —               | —               | —               | —               | —               | 45              | —               | —               | —               |            |
| 1992 | Live Alive Quo - Формат: CD, Кассета, LP                                      | 36              | —               | —               | —               | —               | —               | —               | —               | —               | —               |            |
| 2010 | Live at the BBC - Формат: CD                                                  | 176             | —               | —               | —               | —               | —               | —               | —               | —               | —               |            |
| 2013 | Back 2 SQ.1 - The Frantic Four Reunion - Формат: CD, LP                       | 37              | —               | 79              | 22              | 75              | —               | —               | 187             | —               | —               |            |
| 2014 | The Frantic Four's Final Fling - Live at the Dublin O2 Arena - Формат: CD, LP | 34              | —               | 58              | 36              | 68              | —               | —               | —               | —               | —               |            |
| 2015 | Aquostic! Live at the Roundhouse - Формат: CD, LP                             | —               | —               | —               | —               | —               | —               | —               | —               | —               | —               |            |
| 2017 | The Last Night of the Electrics - Формат: CD, LP                              | 24              | —               | 17              | 10              | 93              | —               | —               | —               | —               | —               |            |
| 2018 | Down Down & Dignified at the Royal Albert Hall - Лейбл: Soyuz Music           | —               | —               | —               | —               | —               | —               | —               | —               | —               | —               |            |
| 2018 | Down Down & Dirty at Wacken - Лейбл: Soyuz Music                              | —               | —               | —               | —               | —               | —               | —               | —               | —               | —               |            |

1977 Tokyo Quo (Japan release only)

## Синглы
| Дата выхода                        | Название                                                                            | UK | CHE | NLD | SWE | AUT | GER | BEL | NOR | IRE | USA | AUS | NZ |
| ---------------------------------- | ----------------------------------------------------------------------------------- | -- | --- | --- | --- | --- | --- | --- | --- | --- | --- | --- | -- |
| Январь 1968                        | «Pictures of Matchstick Men»                                                        | 7  | 5   | 4   | 7   | 18  | 7   | 8   | 6   | 7   | 12  | 16  | 7  |
| Апрель 1968                        | «Black Veils of Melancholy»                                                         | —  | —   | 18  | —   | —   | 36  | —   | —   | —   | —   | —   | —  |
| Сентябрь 1968                      | «Ice in the Sun»                                                                    | 8  | —   | 24  | —   | —   | 17  | 18  | 15  | 17  | 70  | 28  | 22 |
| Ноябрь 1968                        | «Technicolour Dreams»                                                               | —  | —   | —   | —   | —   | —   | —   | —   | —   | —   | —   | —  |
| Февраль 1969                       | «Make Me Stay a Bit Longer»                                                         | —  | —   | —   | —   | —   | —   | —   | —   | —   | —   | —   | —  |
| Май 1969                           | «Are You Growing Tired of My Love»                                                  | 46 | —   | 46  | —   | —   | 33  | —   | —   | —   | —   | —   | —  |
| Октябрь 1969                       | «The Price of Love»                                                                 | —  | —   | —   | —   | —   | —   | —   | —   | —   | —   | —   | —  |
| Март 1970                          | «Down the Dustpipe»                                                                 | 12 | —   | —   | —   | —   | —   | —   | —   | 11  | —   | —   | 10 |
| Октябрь 1970                       | «In My Chair»                                                                       | 21 | —   | —   | —   | —   | 38  | —   | —   | —   | —   | —   | —  |
| Март 1971                          | «Tune to the Music»                                                                 | —  | —   | —   | —   | —   | —   | —   | —   | —   | —   | —   | —  |
| Ноябрь 1972                        | «Paper Plane»                                                                       | 8  | —   | —   | 10  | —   | 42  | —   | 20  | —   | —   | —   | 20 |
| Апрель 1973                        | «Mean Girl»                                                                         | 20 | —   | 14  | —   | —   | 40  | —   | 12  | —   | —   | —   | 21 |
| Июль 1973                          | «Gerdundula»                                                                        | —  | —   | —   | —   | —   | —   | —   | —   | —   | —   | —   | —  |
| Август 1973                        | «Caroline»                                                                          | 5  | —   | —   | 5   | —   | 36  | 9   | 12  | 11  | —   | —   | —  |
| Апрель 1974                        | «Break the Rules»                                                                   | 8  | —   | —   | —   | —   | 18  | 12  | 16  | —   | —   | —   | —  |
| Ноябрь 1974                        | «Down Down»                                                                         | 1  | 2   | 1   | 3   | 14  | 7   | 1   | 8   | 2   | —   | 11  | —  |
| Май 1975                           | «Roll Over Lay Down» (live)                                                         | 9  | —   | 2   | 20  | 6   | 15  | 5   | 7   | —   | —   | 2   | 25 |
| Февраль 1976                       | «Rain»                                                                              | 7  | 8   | 5   | 9   | —   | 27  | 10  | 12  | 14  | —   | —   | 8  |
| Июль 1976                          | «Mystery Song»                                                                      | 11 | —   | 15  | 13  | —   | —   | 21  | —   | —   | —   | —   | —  |
| Декабрь 1976                       | «Wild Side of Life»                                                                 | 9  | —   | 18  | 15  | —   | 15  | 22  | 19  | 12  | —   | 13  | —  |
| Сентябрь 1977                      | «Rockin' All Over The World»                                                        | 3  | 3   | 11  | 3   | 22  | 7   | 8   | 4   | 1   | —   | 22  | 7  |
| Ноябрь 1977                        | «Rockers Rollin'» / «Hold You Back» (Double A-Side; not released in the UK)         | —  | —   | 6   | —   | —   | 30  | 15  | —   | —   | —   | —   | 20 |
| Август 1978                        | «Again and Again»                                                                   | 13 | 8   | 9   | 10  | 18  | 18  | 20  | —   | 5   | —   | —   | —  |
| Ноябрь 1978                        | «Accident Prone»                                                                    | 36 | —   | 10  | —   | —   | 19  | 15  | —   | —   | —   | —   | —  |
| Сентябрь 1979                      | «Whatever You Want»                                                                 | 4  | 3   | 5   | 4   | 11  | 12  | 4   | 5   | 5   | —   | 24  | 18 |
| Ноябрь 1979                        | «Living on an Island»                                                               | 16 | —   | 25  | —   | —   | 38  | —   | —   | 12  | —   | —   | —  |
| Октябрь 1980                       | «What You're Proposing»                                                             | 2  | 2   | 4   | 3   | 4   | 3   | 7   | 4   | 2   | —   | —   | 10 |
| Ноябрь 1980                        | «Lies» / «Don't Drive My Car» (Double A-Side in the UK only)                        | 11 | —   | 24  | —   | 9   | 38  | 12  | —   | 10  | —   | —   | —  |
| Февраль 1981                       | «Something 'Bout You Baby I Like»                                                   | 9  | 10  | 15  | —   | 12  | 45  | —   | 9   | 7   | —   | —   | —  |
| Ноябрь 1981                        | «Rock 'n' Roll»                                                                     | 8  | —   | 20  | —   | —   | —   | —   | —   | 3   | —   | —   | —  |
| Март 1982                          | «Dear John»                                                                         | 10 | —   | 24  | —   | 15  | —   | 18  | —   | 10  | —   | —   | —  |
| Июнь 1982                          | «She Don't Fool Me»                                                                 | 36 | —   | —   | —   | —   | —   | —   | —   | —   | —   | —   | —  |
| Октябрь 1982                       | «Caroline» (live)                                                                   | 13 | —   | —   | —   | —   | —   | —   | —   | 12  | —   | —   | —  |
| Сентябрь 1983                      | «Ol' Rag Blues»                                                                     | 9  | 17  | 20  | 18  | —   | 47  | 15  | 22  | 7   | —   | —   | —  |
| Ноябрь 1983                        | «A Mess of Blues»                                                                   | 15 | —   | —   | —   | —   | —   | —   | —   | 12  | —   | —   | —  |
| Декабрь 1983                       | «Marguerita Time»                                                                   | 3  | 23  | 35  | —   | —   | 52  | —   | —   | 7   | —   | —   | —  |
| Май 1984                           | «Going Down Town Tonight»                                                           | 20 | —   | —   | —   | —   | —   | —   | —   | 14  | —   | —   | —  |
| Октябрь 1984                       | «The Wanderer»                                                                      | 7  | 10  | 4   | 9   | 12  | 7   | 9   | 8   | 3   | —   | —   | —  |
| Май 1986                           | «Rollin' Home»                                                                      | 9  | 10  | 43  | 9   | —   | —   | —   | 9   | 1   | —   | —   | —  |
| Июль 1986                          | «Red Sky»                                                                           | 19 | 29  | —   | —   | —   | —   | —   | —   | 5   | —   | —   | —  |
| Сентябрь 1986                      | «In the Army Now»                                                                   | 2  | 1   | 15  | 6   | 1   | 1   | 5   | 2   | 1   | —   | —   | —  |
| Ноябрь 1986                        | «Dreamin'»                                                                          | 15 | 17  | —   | 19  | —   | 20  | —   | 15  | 11  | —   | —   | —  |
| Март 1988                          | «Ain’t Complaining»                                                                 | 19 | 21  | —   | 10  | 5   | 39  | 20  | 15  | 8   | —   | —   | 13 |
| Май 1988                           | «Who Gets the Love?»                                                                | 34 | —   | —   | —   | —   | —   | —   | —   | 27  | —   | —   | —  |
| Август 1988                        | «Running All Over the World»                                                        | 17 | —   | —   | —   | —   | 48  | —   | —   | 9   | —   | —   | —  |
| Декабрь 1988                       | «Burning Bridges (On and Off and On Again)»                                         | 5  | —   | —   | —   | —   | 26  | —   | —   | 8   | —   | —   | —  |
| Октябрь 1989                       | «Not at All»                                                                        | 50 | —   | —   | —   | —   | —   | —   | —   | —   | —   | —   | —  |
| Декабрь 1989                       | «Little Dreamer»                                                                    | 76 | —   | —   | —   | —   | —   | —   | —   | —   | —   | —   | —  |
| Сентябрь 1990                      | «The Anniversary Waltz - Part One»                                                  | 2  | 12  | 4   | 10  | 9   | 17  | 13  | 8   | 3   | —   | —   | 27 |
| Декабрь 1990                       | «The Anniversary Waltz - Part Two»                                                  | 16 | —   | 66  | 32  | —   | —   | 33  | 23  | 14  | —   | —   | —  |
| Август 1991                        | «Can't Give You More»                                                               | 37 | —   | —   | 34  | —   | —   | —   | —   | —   | —   | —   | —  |
| Январь 1992                        | «Rock 'til You Drop»                                                                | 38 | —   | —   | —   | —   | —   | —   | —   | —   | —   | —   | —  |
| Сентябрь 1992                      | «Roadhouse Medley (Anniversary Waltz — Part 25) „                                   | 21 | —   | —   | —   | —   | —   | —   | —   | 27  | —   | —   | —  |
| Апрель 1994                        | “Come On You Reds» (Released as Manchester United F.C. with Status Quo)             | 1  | —   | —   | —   | —   | —   | —   | —   | —   | —   | —   | —  |
| Июль 1994                          | «I Didn't Mean It»                                                                  | 21 | —   | —   | 21  | —   | —   | —   | —   | 23  | —   | —   | —  |
| Октябрь 1994                       | «Sherri, Don't Fail Me Now!»                                                        | 38 | —   | —   | —   | —   | —   | —   | —   | —   | —   | —   | —  |
| Ноябрь 1994                        | «Restless»                                                                          | 39 | —   | —   | —   | —   | —   | —   | —   | —   | —   | —   | —  |
| Октябрь 1995                       | «When You Walk in the Room»                                                         | 34 | —   | —   | —   | —   | —   | —   | —   | —   | —   | —   | —  |
| Февраль 1996                       | «Fun Fun Fun» (Released as Status Quo with The Beach Boys)                          | 24 | —   | —   | —   | —   | 81  | —   | —   | —   | —   | —   | —  |
| Март 1996                          | «Don’t Stop»                                                                        | 35 | —   | —   | —   | —   | —   | —   | —   | —   | —   | —   | —  |
| Октябрь 1996                       | «All Around My Hat» (Released as Status Quo and Maddy Prior from Steeleye Span)     | 47 | —   | —   | —   | —   | —   | —   | —   | —   | —   | —   | —  |
| Март 1999                          | «The Way It Goes»                                                                   | 39 | —   | 62  | —   | —   | —   | —   | —   | —   | —   | —   | —  |
| Июнь 1999                          | «Little White Lies»                                                                 | 47 | —   | 73  | —   | —   | —   | —   | —   | —   | —   | —   | —  |
| Сентябрь 1999                      | «Twenty Wild Horses»                                                                | 53 | —   | 96  | —   | —   | —   | —   | —   | —   | —   | —   | —  |
| Май 2000                           | «Mony Mony»                                                                         | 48 | —   | —   | —   | —   | —   | —   | —   | —   | —   | —   | —  |
| Ноябрь 2000                        | «Old Time Rock and Roll»                                                            | 83 | —   | —   | —   | —   | —   | —   | 4   | —   | —   | —   | —  |
| Август 2002                        | «Jam Side Down»                                                                     | 17 | —   | —   | —   | —   | —   | —   | —   | —   | —   | —   | —  |
| Октябрь 2002                       | «All Stand Up (Never Say Never)»                                                    | 51 | —   | —   | —   | —   | —   | —   | —   | —   | —   | —   | —  |
| Сентябрь 2004                      | «You'll Come 'Round»                                                                | 14 | —   | —   | —   | —   | —   | —   | —   | —   | —   | —   | —  |
| Ноябрь 2004                        | «Thinking of You»                                                                   | 21 | —   | —   | —   | —   | —   | —   | —   | —   | —   | —   | —  |
| Сентябрь 2005                      | «The Party Ain’t Over Yet»                                                          | 11 | —   | —   | —   | —   | 90  | —   | —   | —   | —   | —   | —  |
| Октябрь 2005                       | «All That Counts is Love»                                                           | 29 | —   | —   | —   | —   | —   | —   | —   | —   | —   | —   | —  |
| Сентябрь 2007                      | «Beginning of the End»                                                              | 48 | —   | —   | —   | —   | —   | —   | —   | —   | —   | —   | —  |
| Декабрь 2008                       | «It's Christmas Time»                                                               | 40 | —   | —   | —   | —   | —   | —   | —   | —   | —   | —   | —  |
| Декабрь 2008                       | «Jump That Rock (Whatever You Want)» (Released as Scooter Vs. Status Quo)           | 57 | 79  | 91  | —   | 19  | 11  | 12  | 18  | —   | —   | 50  | —  |
| Сентябрь 2010                      | «In the Army Now (2010)» (Released as Status Quo with The Corps Of Army Music Choir | 31 | —   | —   | —   | —   | —   | —   | —   | —   | —   | —   | —  |
| Апрель 2011                        | «Rock 'n' Roll 'n' You» *                                                           | —  | —   | —   | —   | —   | —   | —   | —   | —   | —   | —   | —  |
| Август 2011                        | «Two Way Traffic» *                                                                 | —  | —   | —   | —   | —   | —   | —   | —   | —   | —   | —   | —  |
| Ноябрь 2011                        | «Better Than That» *                                                                | —  | —   | —   | —   | —   | —   | —   | —   | —   | —   | —   | —  |
| Январь 2012                        | «Movin' On» *                                                                       | —  | —   | —   | —   | —   | —   | —   | —   | —   | —   | —   | —  |
| Июль 2012                          | «The Winner» *                                                                      | —  | —   | —   | —   | —   | —   | —   | —   | —   | —   | —   | —  |
| Июнь 2013                          | «Bula Bula Quo!» *                                                                  | —  | —   | —   | —   | —   | —   | —   | —   | —   | —   | —   | —  |
| Август 2013                        | «Looking Out for Caroline» *                                                        | —  | —   | —   | —   | —   | —   | —   | —   | —   | —   | —   | —  |
| Октябрь 2013                       | «Go Go Go» *                                                                        | —  | —   | —   | —   | —   | —   | —   | —   | —   | —   | —   | —  |
| Октябрь 2014                       | «And It's Better Now» *                                                             | —  | —   | —   | —   | —   | —   | —   | —   | —   | —   | —   | —  |
| Декабрь 2014                       | «Pictures of Matchstick Men» *                                                      | —  | —   | —   | —   | —   | —   | —   | —   | —   | —   | —   | —  |
| Февраль 2015                       | «Paper Plane» *                                                                     | —  | —   | —   | —   | —   | —   | —   | —   | —   | —   | —   | —  |
| Май 2015                           | «Break the Rules» *                                                                 | —  | —   | —   | —   | —   | —   | —   | —   | —   | —   | —   | —  |
| Сентябрь 2016                      | «That's a Fact» *                                                                   | —  | —   | —   | —   | —   | —   | —   | —   | —   | —   | —   | —  |
| Ноябрь 2016                        | «Hold You Back» *                                                                   | —  | —   | —   | —   | —   | —   | —   | —   | —   | —   | —   | —  |
| — = композиции, не вошедшие в чарт |                                                                                     |    |     |     |     |     |     |     |     |     |     |     |    |
| * = DOWNLOAD ONLY release          |                                                                                     |    |     |     |     |     |     |     |     |     |     |     |    |